# Bertil Linde
Bertil Linde   (Estocolm, 28 de febrer de 1907 - Estocolm, 25 de març de 1990) va ser un jugador d'hoquei sobre gel, de bandy i futbolista suec, que va competir durant les dècades de 1920 i 1930.
El 1928 va prendre part en els Jocs Olímpics de Sankt Moritz, on guanyà la medalla de plata en la competició d'hoquei sobre gel.
A nivell de clubs jugà amb el Karlbergs BK (1926 a 1929, 1932 a 1937) i l'AIK (1929 a 1932). Tot i disputar les lligues sueques d'hoquei sobre gel, bandy i futbol, mai guanyà cap títol nacional.